# Огилви, Дэвид, 11-й граф Эйрли
Подполковник Дэвид Стэнли Уильям Огилви, 11-й граф Эйрли (англ. David Stanley William Ogilvy, 11th Earl of Airlie; 20 января 1856 — 11 июня 1900) — шотландский пэр и военный.

## Происхождение и образование
Он родился 20 января 1856 года во Флоренции, Великое герцогство Тосканское (Италия). Старший сын Дэвида Огилви, 10-го графа Эйрли (1826—1881), и достопочтенной Генриетты Бланш Стэнли (1830—1921). Он получил образование в Итонском колледже и в Баллиол-колледже Оксфордского университета.

## Карьера
В период с 1874 по 1876 год он получил чин лейтенанта в 1-м пехотном полку Королевских шотландцев, полку Шотландской гвардии и 10-м королевском гусарском полку. В период с 1878 по 1879 год он участвовал во Второй англо-афганской войне. В период с 1884 по 1885 год он участвовал в экспедиции в Судан и Нил. В 1885—1900 годах — шотландский пэр-представитель в Палате лордов Великобритании.
В 1890 году он занимал должность заместителя лейтенанта Форфара . В декабре 1897 года он получил чин подполковника на службе в 12-м Королевском уланском полку.
В 1899 году его полк был призван на действительную службу для участия во Второй англо-бурской войне. Он принял участие в битве при Магерсфонтейне 10-11 декабря 1899 года, в которой обороняющиеся бурские силы разгромили наступающие британские войска, понеся большие потери для последних (упоминается в донесении лорда Метьюэна, описывающем битву). Принимая участие в наступлении для освобождения Кимберли, он снова был упомянут в донесениях лорда Робертса (31 марта 1900 года), и за храбрость у реки Моддер. Он снова был ранен около Брандфорта.
Он погиб в возрасте 44 лет в битве при Даймонд-Хилл во время англо-бурской войны. В битве он повёл свой полк в атаку, которая спасла орудия, но был убит. После его смерти графство Эйрли унаследовал его шестилетний сын Дэвид. Памятник Эйрли, который стоит на холме Туллох, был воздвигнут в память о его смерти.
Он владел 69 000 акров земли, в основном в Форфаре, но также и в Перте.

## Брак и семья
19 января 1886 года в церкви Святого Георгия на Ганновер-сквер в Лондоне, Англия, лорд Эйрли женился на леди Мейбелл Фрэнсис Элизабет Гор (10 марта 1866 — 7 апреля 1956), дочери Артура Гора, 5-го графа Аррана (1839—1901), и леди Эдит Элизабет Джоселин (1845—1871). У супругов было шестеро детей:
- Леди Китти Эдит Бланш Огилви (5 февраля 1887 — 17 октября 1969), 1-й муж с 1906 года бригадный генерал сэр Беркли Винсент, от брака с которым у неё было двое сыновей. Супруги развелись в 1925 году. В 1926 году она вышла замуж вторично за подполковника Ральфа Джеральда Ритсона.
- Леди Хелен Элис Уиллингтон Огилви (21 ноября 1890 — декабрь 1973), 1-й муж с 1909 года майор Клемент Бертрам Огилви Фримен-Митфорд, от брака с которым у неё было двое детей; 2-й муж с 1918 года подполковник Генри Кортни Брокхерст, от брака с которм у неё был один сын. Супруги развелись в 1931 году. В 1933 года она в третий раз вышла замуж за подполковника Гарольда Блая Наттинга.
- Леди Мейбелл Гризельда Эстер Садли Огилви (22 января 1892 — 4 ноября 1918), умерла незамужней.
- Полковник Дэвид Льюльф Гор Уолсли Огилви, 12-й граф Эйрли (18 июля 1893 — 28 декабря 1968), старший сын и преемник отца.
- Достопочтенный Брюс Артур Эшли Огилви (15 марта 1895 — 29 сентября 1976)
- Капитан достопочтенный Патрик Джулиан Гарри Стэнли Огилви (26 июня 1896 — 9 октября 1917).